# 하남 법화사지 및 부도
하남 법화사지 및 부도(河南 法華寺址 및 浮屠)는 대한민국 경기도 하남시 상사창동에 있는 조선시대의 법화사터 및 부도이다. 1994년 7월 2일 경기도의 문화재자료 제86호로 지정되었다.

## 개요
법화사터는 남한산성 북문 근처의 법화골 벌봉 아래에 자리잡고 있다. 청나라 태종의 매부였던 양고리 장군은 ‘법화장군’이라 불리기도 하였는데, 병자호란 때 조선에 들어왔다가 원두표 장군의 계략에 의해 이곳에서 전사하였다. 훗날 청태종이 그를 기리기 위해 절을 짓고 이름을 ‘법화사’라 하였다 한다.
절터에는 여러 건물터와 불상, 석탑조각, 기와조각 등이 흩어져 있으며, 절터 아래쪽으로 부도가 남아있다. 건물터로는 대웅전터와 산신각터로 추측되는 공터가 있고, 대웅전터 오른쪽으로 머리와 팔 등이 부서진 통일신라 후기의 불상이 있는데 훗날에 옮겨온 것으로 보인다. 건물터 아래로는 자연석으로 쌓아올린 벽이 조금 남아있는데, 절을 처음 지을 때 함께 만들었던 것으로 추측된다.
이 돌벽 아래로 약간 떨어진 곳에 3기의 부도가 나란히 자리하고 있다. 부도란 승려의 무덤을 상징하는 것으로, 시신을 화장한 후 그 유골이나 사리를 모셔두는 곳이다. 앞에서 보아 왼쪽의 것은 6각 받침돌 위로 계란 모양의 탑몸돌을 올려놓았고, 나머지 2기는 6각의 받침돌 위에 종모양의 탑몸돌을 얹어놓았다. 특히 가운데 부도의 탑몸돌에는 ‘평원당선백대사’라는 글귀를 새겨 놓아 모신 사리의 주인공을 밝히고 있다.
비록 터만 남아있긴 하나, 남아 있는 여러 유물과 건물터는 조선 후기 당시의 절터구조와 건축 및 조각미술의 연구에 좋은 자료가 되고 있다.

## 참고 문헌
- 남한산법화사지및부도 - 국가유산청 국가유산포털